# ویلسون سورینو
ویلسون سورینو (انگلیسی: Wilson Severino؛ زادهٔ ۲۵ فوریهٔ ۱۹۸۰) بازیکن فوتبال اهل آرژانتین است.